# Ampelocissus butoensis
Ampelocissus butoensis är en vinväxtart som beskrevs av Chao Luang Li. Ampelocissus butoensis ingår i släktet Ampelocissus och familjen vinväxter. Inga underarter finns listade i Catalogue of Life.